# ストーニー湖 (オンタリオ州)

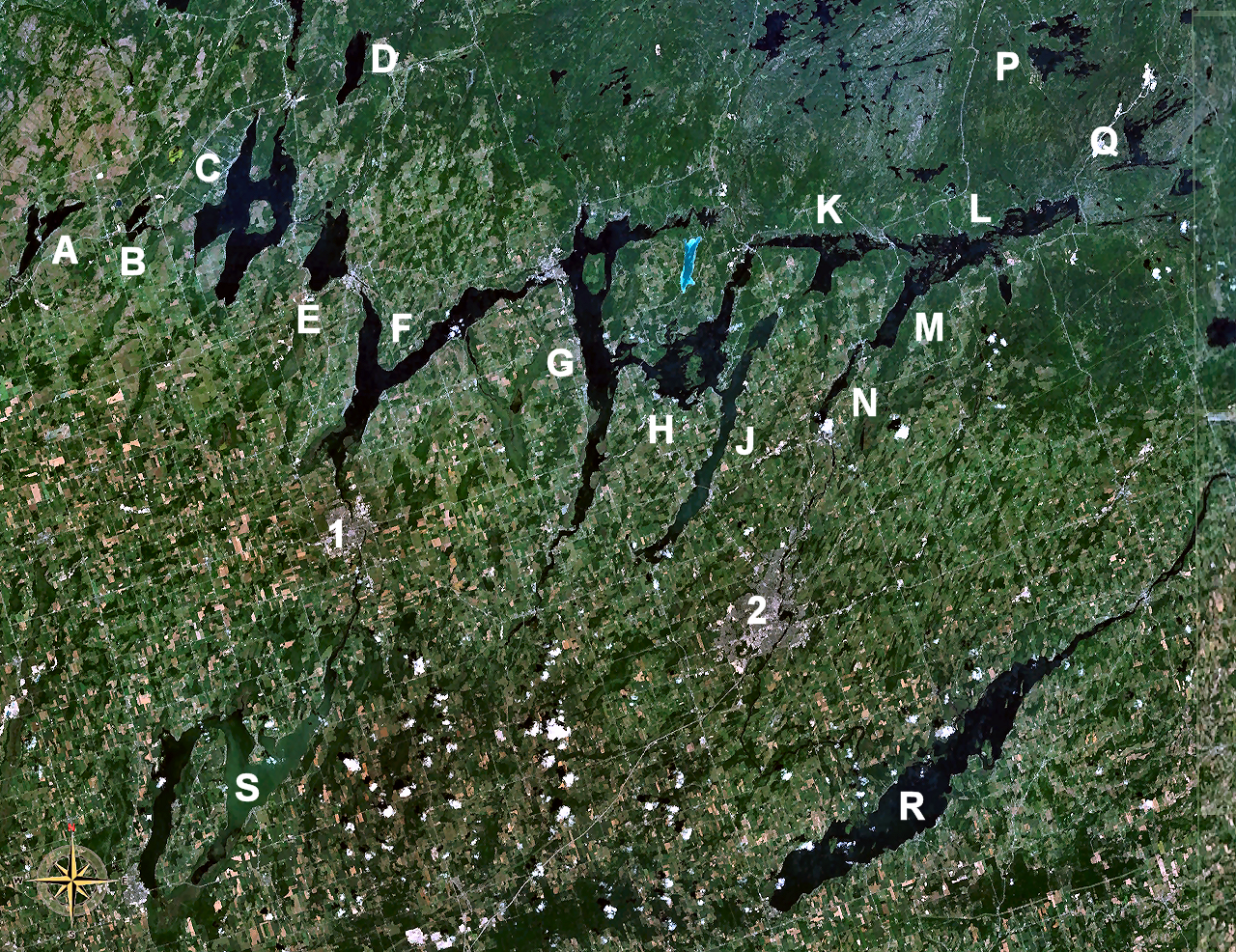
カワーサ湖群、Lがストーニー湖、Mがクリア湖

ストーニー湖 (Stony Lake) はカナダのオンタリオ州ピーターボロ郡にある湖。カワーサ湖群の湖のひとつ。北東部のアッパーストーニー湖 (Upper Stony Lake)、中央部の狭義のストーニー湖、南西部のクリア湖 (Clear Lake)にわけられる。
面積28km²、標高234m、最大水深32m。トレント・セバーン水路の一部である。西のロウアーバックホーン湖からラブシック湖をへて流入する。ラブシック湖との間のバーリーフォールズには閘門28がある。水位差は7.3m。他の流入河川は北から流入するイールズ・クリークやジャック・クリークがある。ストーニー湖からの流出先はクリア湖からKatchewanooka湖、オトナビー川を経てライス湖へ至るものだが、他にインディアン川もある。インディアン川もライス湖に注いでいる。